# Prix littéraire de la Ville de Caen
Le prix littéraire de la Ville de Caen est un prix littéraire français créé en 1976 par la Ville de Caen.

## Historique
Le prix est attribué début mars par un jury composé de 17 personnes qui désignent le lauréat parmi une sélection d'ouvrages dont l'action se déroule dans l'ancienne Basse-Normandie ou dont l'auteur réside sur ce territoire.
De 1998 à 2016, un prix des Lycéens est aussi attribué.

## Liste des lauréats du prix
| Année | Auteur                   | Ouvrage                                        | Éditeur                    | Notes  |
| ----- | ------------------------ | ---------------------------------------------- | -------------------------- | ------ |
| 1976  | Patrick Grainville       | Les Flamboyants                                | Seuil                      |        |
| 1977  | Catherine Rihoit         | Portrait de Gabriel                            | Gallimard                  | [ 3 ]  |
| 1978  | Louis Costel             | Car ils croyaient brûler le diable n Normandie | Le Cercle d'or             |        |
| 1981  | Henri de Grandmaison     | Les Feux du bocage                             | Grasset                    |        |
| 1983  | Robert Delahaye          | Choix de poèmes                                | Le Pavé                    |        |
| 1985  | Jean-Louis Backes        | Carènes                                        | Grasset                    |        |
| 1986  | Catherine Descours       | Lettre à Alexandrine                           | Olivier Orban              |        |
| 1987  | Jean Mabire              | Les Paras perdus                               | Editions de la Cité        |        |
| 1988  | Sylvie Anne              | Le pain des Cantelou                           | Presses de la Renaissance  |        |
| 1991  | Michel Besnier           | Clément chez les Calmistes                     | Le Seuil                   |        |
| 1992  | Marie-Josèphe Guers      | La Fiancée du Nord                             | J.C Lattès                 |        |
| 1993  | Fabienne Reboul-Scherrer | L'Etrange rentrée de 1843                      | Plon                       |        |
| 1994  | François de Cornière     | La Terre ronde                                 | Les Ateliers du Gué        |        |
| 1995  | Franz-Olivier Giesbert   | La Souille                                     | Grasset                    |        |
| 1996  | Alain Leblanc            | Un Pont entre deux rives                       | Anne Carrière              |        |
| 1997  | Michel Besnier           | La Roseraie                                    | Fayard                     |        |
| 1998  | Didier Decoin            | Louise                                         | Le Seuil                   |        |
| 1999  | Claude Lucas             | Chemin des Fleurs & Désert                     | Flammarion                 |        |
| 2000  | Michel Chaillou          | Indigne Indigo                                 | Le Seuil                   |        |
| 2001  | Alain Spiess             | Anniversaire                                   | Gallimard                  |        |
| 2002  | Laurent Joffrin          | La Princesse oubliée                           | Robert Laffont             |        |
| 2003  | Franck Magloire          | Ouvrière                                       | Editions de l'Aube         | [ 4 ]  |
| 2004  | Alice Zeniter            | Deux moins un égal zéro                        | Editions du Petit Véhicule | [ 5 ]  |
| 2005  | Jean Teulé               | Ô Verlaine                                     | Julliard                   |        |
| 2006  | Alexis Salatko           | Horowitz et mon père                           | Fayard                     |        |
| 2007  | Muriel Barbery           | L'Élégance du hérisson                         | Gallimard                  | [ 6 ]  |
| 2008  | Pierre Silvain           | Julien Letrouvé Colporteur                     | Verdier                    |        |
| 2009  | Claudie Gallay           | Les Déferlantes                                | Éditions du Rouergue       |        |
| 2010  | David Fauquemberg        | Mal Tiempo                                     | Fayard                     |        |
| 2011  | Victor Cohen Hadria      | Les Trois Saisons de la rage                   | Albin Michel               |        |
| 2012  | Belinda Cannone          | La Chair du temps                              | Stock                      |        |
| 2013  | Gaspard-Marie Janvier    | Quel trésor!                                   | Fayard                     |        |
| 2014  | Alban Lefranc            | Le Ring invisible                              | Verticales                 |        |
| 2015  | Jérôme Garcin            | Le Voyant                                      | Gallimard                  |        |
| 2016  | Jean-Luc Seigle          | Je vous écris dans le noir                     | Flammarion                 | [ 7 ]  |
| 2017  | Nathacha Appanah         | Tropique de la violence                        | Gallimard                  |        |
| 2018  | Alice Zeniter            | L'Art de perdre                                | Flammarion                 |        |
| 2019  | Marie Rouzin             | Circulus                                       | Serge Safran               |        |
| 2020  | Hubert Haddad            | Un monstre et un chaos                         | Zulma                      |        |
| 2021  | Hugo Lindenberg          | Un jour sera vide                              | Christian Bourgois         | ,      |
| 2022  | Lilia Hassaine           | Soleil amer                                    | Gallimard                  | ,      |
| 2023  | Rémi David               | Mourir avant que d’apparaître                  | Gallimard                  | [ 13 ] |
| 2024  | Zadig Hamroune           | La nuit barbare                                | Emmanuelle Collas          | [ 14 ] |
| 2025  | Stéphanie Lamache        | Objets, trajets                                | Les Avrils                 | [ 15 ] |

## Liste des lauréats du prix des lycéen
| Année | Auteur             | Ouvrage                  | Éditeur             | Notes |
| ----- | ------------------ | ------------------------ | ------------------- | ----- |
| 1998  | Alain Genestar     | Le Baraquement américain | Grasset             |       |
| 1999  | Amin Zaoui         | La Soumission            | Le Serpent à plumes |       |
| 2000  | Tierno Monénembo   | L’Aîné des orphelins     | Le Seuil            |       |
| 2001  | Joëlle Guillais    | La Prime aux loups       | Belfond             |       |
| 2002  | Laurent Joffrin    | La Princesse oubliée     | Robert Laffont      |       |
| 2003  | Franck Magloire    | Ouvrière                 | Éditions de l'Aube  |       |
| 2004  | Abdourahman Waberi | Transit                  | Gallimard           |       |